# أغداش (مياندوآب)
أغداش هي قرية في مقاطعة مياندوآب، إيران. عدد سكان هذه القرية هو 952 في سنة 2006.